# Rotterdam Open 2010 - Qualificazioni singolare
Le qualificazioni del singolare del Rotterdam Open 2010 sono state un torneo di tennis preliminare per accedere alla fase finale della manifestazione. I vincitori dell'ultimo turno sono entrati di diritto nel tabellone principale. In caso di ritiro di uno o più giocatori aventi diritto a questi sono subentrati i lucky loser, ossia i giocatori che hanno perso nell'ultimo turno ma che avevano una classifica più alta rispetto agli altri partecipanti che avevano comunque perso nel turno finale.
Le qualificazioni del torneo prevedevano 16 partecipanti di cui 4 sono entrati nel tabellone principale.

## Teste di serie
1. Jan Hájek (ultimo turno)
2. Christophe Rochus (primo turno)
3. Igor' Kunicyn (primo turno)
4. Rainer Schüttler (primo turno)

1. Andrej Golubev (Qualificato)
2. Raemon Sluiter (primo turno)
3. Marsel İlhan (primo turno)
4. Jesse Huta Galung (primo turno)

## Qualificati
1. Andrej Golubev
2. Igor Sijsling

1. Stéphane Bohli
2. Marsel İlhan

## Tabellone

### Legenda
| - Q = Qualificato - WC = Wild card - LL = Lucky loser | - ALT = Alternate - SE = Special Exempt - PR = Protected Ranking | - w/o = Walkover - r = Ritirato - d = Squalificato |

### Sezione 1
|  | Primo turno | Primo turno     | Primo turno     | Primo turno | Primo turno |  |  | Ultimo turno | Ultimo turno   | Ultimo turno | Ultimo turno | Ultimo turno |  |
|  |             |                 |                 |             |             |  |  |              |                |              |              |              |  |
|  | 1           | Jan Hájek       | Jan Hájek       | 6           | 6           |  |  |              |                |              |              |              |  |
|  |             | L Recouderc     | L Recouderc     | 4           | 4           |  |  | 1            | Jan Hájek      | 62           | 7            | 2            |  |
|  | 5           | Andrej Golubev  | Andrej Golubev  | 6           | 6           |  |  | 5            | Andrej Golubev | 7            | 68           | 6            |  |
|  |             | Jannick Lupescu | Jannick Lupescu | 1           | 1           |  |  |              |                |              |              |              |  |

### Sezione 2
|  | Primo turno | Primo turno   | Primo turno   | Primo turno | Primo turno |  |  | Ultimo turno  | Ultimo turno  | Ultimo turno  | Ultimo turno | Ultimo turno |  |
|  |             |               |               |             |             |  |  |               |               |               |              |              |  |
|  |             | Igor Sijsling | Igor Sijsling | 6           | 6           |  |  |               |               |               |              |              |  |
|  | 2           | C Rochus      | C Rochus      | 2           | 1           |  |  | Igor Sijsling | Igor Sijsling | Igor Sijsling | 6            | 6            |  |
|  |             | J Huta Galung | J Huta Galung | 6           | 7           |  |  | J Huta Galung | J Huta Galung | J Huta Galung | 3            | 3            |  |
|  | 8           | David Guez    | David Guez    | 2           | 69          |  |  |               |               |               |              |              |  |

### Sezione 3
|  | Primo turno | Primo turno    | Primo turno    | Primo turno | Primo turno |  |  | Ultimo turno   | Ultimo turno   | Ultimo turno | Ultimo turno | Ultimo turno |  |
|  |             |                |                |             |             |  |  |                |                |              |              |              |  |
|  |             | Stéphane Bohli | Stéphane Bohli | 7           | 7           |  |  |                |                |              |              |              |  |
|  | 3           | Igor' Kunicyn  | Igor' Kunicyn  | 5           | 65          |  |  | Stéphane Bohli | Stéphane Bohli | 5            | 7            | 6            |  |
|  |             | Raemon Sluiter | Raemon Sluiter | 6           | 4           |  |  | Raemon Sluiter | Raemon Sluiter | 7            | 5            | 4            |  |
|  | 6           | Simone Bolelli | Simone Bolelli | 4           | 1r          |  |  |                |                |              |              |              |  |

### Sezione 4
|  | Primo turno | Primo turno      | Primo turno      | Primo turno | Primo turno |  |  | Ultimo turno     | Ultimo turno     | Ultimo turno | Ultimo turno | Ultimo turno |  |
|  |             |                  |                  |             |             |  |  |                  |                  |              |              |              |  |
|  |             | É Roger-Vasselin | É Roger-Vasselin | 6           | 6           |  |  |                  |                  |              |              |              |  |
|  | 4           | R Schüttler      | R Schüttler      | 2           | 4           |  |  | É Roger-Vasselin | É Roger-Vasselin | 3            | 6            | 3            |  |
|  |             | Marsel İlhan     | Marsel İlhan     | 6           | 6           |  |  | Marsel İlhan     | Marsel İlhan     | 6            | 1            | 6            |  |
|  | 7           | Iván Navarro     | Iván Navarro     | 2           | 2           |  |  |                  |                  |              |              |              |  |